# Dicranota spiralis
Dicranota (Paradicranota) spiralis là một loài ruồi trong họ Pediciidae. Chúng phân bố ở vùng sinh thái Palearctic.